# 分裂投票
分裂投票（英語：Split-ticket voting），指的是合併舉辦的多個公職人員選舉或是單一選區兩票制的選舉之中，選民投票給不同政黨或無黨籍的候選人，使得選舉結果呈現出由不同政黨分別贏得席次。

## 可能情形

### 合併舉辦的多個公職人員選舉
例如某地區同時舉行市長及市議員的選舉，開票結果可能呈現出A黨或無黨籍的候選人贏得市長選舉，但B黨在市議員的當選席次反而多於A黨或無黨籍的議員席次，使得A黨無法完全執政。

### 單一選區兩票制
例如某一實施單一選區兩票制的選舉，選民投票給A黨的候選人使其當選，但政黨票卻傾向投給B黨，因此可能會發生B黨雖然當選的候選人席次不多，但在政黨票得票率高，而可依比例分配到較多代表政黨的席次。
但是對於小黨如果有些政黨選民如果兩票支持度不一致，可能無法過選舉門檻造成無法進入議會，反之如果兩票支持度一致，就可以進入議會。另外對於執政聯盟，可能單一選區為執政聯盟之一，比例代表席次為另一位執政聯盟成員。
另外鐵票選民而言，也是兩票支持度一致。

## 拆分選項
分裂投票與拆分選項不同，通常稱為“拆分選項”。在後者中，政治職位候選人（或他們所代表的政黨）會發行“拆分選項”的卡片或小冊子，這些卡片或小冊子提供兩種不同的建議選擇，以表明希望投票給他們的選民如何指導他們的第二、第三和後續偏好。